# Valeria Demidova
Valeria Vladimirovna Demidova (Russisch: Валерия Владимировна Демидова) (Moskou, 3 maart 2000) is een Russische freestyleskiester. Ze nam onder olympische vlag deel aan de Olympische Winterspelen 2018 in Pyeongchang.

## Carrière
Bij haar wereldbekerdebuut, in februari 2017 in Mammoth Mountain, scoorde Demidova direct haar eerste wereldbekerpunten. Op de wereldkampioenschappen freestyleskiën 2017 in de Spaanse Sierra Nevada eindigde ze als twaalfde in de halfpipe. In december 2017 stond de Russin in Secret Garden voor de eerste maal in haar carrière op het podium van een wereldbekerwedstrijd. Tijdens de Olympische Winterspelen van 2018 in Pyeongchang eindigde Demidova als zesde in de halfpipe. 
Op 21 december 2019 boekte ze in Secret Garden haar eerste wereldbekerzege.

## Resultaten

### Olympische Spelen
| Jaar | Plaats      | Resultaten  |
| ---- | ----------- | ----------- |
| 2018 | Pyeongchang | 6e Halfpipe |

### Wereldkampioenschappen
| Jaar | Plaats        | Resultaten   |
| ---- | ------------- | ------------ |
| 2017 | Sierra Nevada | 12e Halfpipe |

### Wereldbeker
Eindklasseringen
| Seizoen   | Algm | HP   |
| --------- | ---- | ---- |
| 2016/2017 | 123e | 25e  |
| 2017/2018 | 39e  | 8e   |
| 2019/2020 | 4e   | Goud |

Wereldbekerzeges
| Datum            | Plaats        | Onderdeel |
| ---------------- | ------------- | --------- |
| 21 december 2019 | Secret Garden | Halfpipe  |